# 金聖國

金聖國（韓語：김성국，1930年—），北韓政治人物，曾任職朝鮮中央廣播委員會副委員長和朝鮮記者同盟委員長。

## 生平
金聖國畢業於金日成綜合大學的朝鮮語文學系，後加入政府工作。1960年代，他在朝鮮中央廣播電台當記者。70年代中期晉升為中央廣播委員會的局長。1986年，再升為副委員長。翌年，又成為該機構的初級黨委書記。2001年，被任命為朝鮮記者同盟的委員長，後來被罷免。2004年，成為南北共同宣言實踐北方籌備委員會的副委員長。之後，再沒有其消息。

## 資料來源
1. 1 2 3 4  .   [2014-03-04]. （原始内容存档于2015-09-23）.
2. ↑  .   [2014-03-04]. （原始内容存档于2014-03-08）.
3. ↑  .   [2014-03-04]. （原始内容存档于2019-07-01）.